# Ypsilopus liae
Ypsilopus liae är en orkidéart som beskrevs av Piero G. Delprete och J.-p.Lebel. Ypsilopus liae ingår i släktet Ypsilopus och familjen orkidéer. Inga underarter finns listade i Catalogue of Life.